# الحجرية (إب)
الحجريه هي إحدى قرى الجمهورية اليمنية. وهي تتبع جغرافيًا لمحافظة إب. وإداريًا لمديرية السبرة. يبلغ تعداد سكانها 1749 نسمة حسب الإحصاء الذي جرى عام 2004.